# Diego de Trujillo
Diego de Trujillo (Trujillo, 1505-Cuzco, 20 de diciembre de 1575) fue un conquistador y cronista español. Es autor de una Relación del descubrimiento del reino del Perú (Sevilla, 1948), relato ameno de la conquista del Perú, que abarca desde el inicio del tercer viaje de Francisco Pizarro en 1530 hasta la entrada al Cuzco a fines de 1533, sucesos de los que fue testigo presencial.

## Biografía
Fue hijo de Hernando de Trujillo y Francisca de Ocampo. Llegó a América en 1530, acompañando al conquistador Francisco Pizarro en su tercer viaje del descubrimiento del Perú. Estuvo presente en la fundación de San Miguel (actual Piura) y luego marchó hacia Cajamarca con el resto de la hueste española.
Participó en el episodio de la captura de Atahualpa de 16 de noviembre de 1532, y a su relato se debe detalles durante mucho tiempo inéditos sobre dicho episodio así como de la prisión del inca en Cajamarca. Como soldado de infantería, le correspondió del rescate del Inca 158,3 marcos de plata y 3,330 pesos de oro. Participó luego en la marcha hacia Cuzco y en la fundación de Jauja en 1534. Luego pasó a Lima, donde Francisco Pizarro le dio permiso para regresar a España. Al mismo tiempo se le encomendó que discretamente custodiara al adelantado  Pedro de Alvarado en su viaje de retorno a Guatemala 
En 1535 regresó pues a España, y probablemente radicó en su ciudad natal. Hasta allí le llegaron las acusaciones de ser leal a los hermanos Pizarro, durante las guerras civiles entre pizarristas y almagristas que estallaron en el Perú. Agotada su fortuna, retornó al Perú en 1547, en plena rebelión de los encomenderos encabezados por Gonzalo Pizarro. Aunque por su origen y formación se inclinaba al bando de los pizarristas, decidió por temor apoyar al bando realista encabezado por Pedro de la Gasca y estuvo presente en la batalla de Jaquijahuana.
Se estableció en Cuzco, donde fue tutor y curador de los nietos del inca Atahualpa. Allí conoció también a Garcilaso de la Vega, entonces un joven mestizo que todavía usaba su verdadero nombre de Gómez Suárez de Figueroa, y que, tiempo después, lo mencionaría en sus obras históricas: Comentarios reales de los incas e Historia general del Perú. Garcilaso lo identifica como uno de los Trece de la Fama, lo cual es un error porque Diego de Trujillo llegó al Perú en 1530, años después de ocurrido ese episodio emblemático de la isla del Gallo.
Por haberse mantenido fiel la Corona en las guerras civiles, el virrey Francisco de Toledo le otorgó como premio una encomienda en Lares, en el Cuzco. Y a petición del mismo virrey escribió una Relación del descubrimiento del reino del Perú, a cuyo pie consta que la terminó de escribir el día 5 de abril de 1571.

## Obra escrita
La Relación del descubrimiento del reino del Perú permaneció inédita durante cerca de 400 años, siendo catalogada como de autor anónimo. En 1934 fue hallada por Raúl Porras Barrenechea en la Biblioteca del Palacio Real de Madrid. Dicho historiador peruano lo sometió a un estudio exhaustivo, determinando que su autor fue un soldado español partícipe de la conquista del Perú, llamado Diego de Trujillo, cuya vida reconstruyó.
Porras publicó la obra en el diario La Prensa de Lima, en mayo de 1935; posteriormente, en 1948, la publicó en una excelente edición, en Sevilla, con prólogo y notas.
El relato tiene su valor como historia narrativa y geográfica de la conquista. El autor dice haberla escrito en su calidad de testigo presencial de los hechos, acompañando a su coterráneo, el capitán y adelantado Francisco Pizarro. Pero la obra también tiene algunos trazos literarios, que le dan robustez y vivacidad, tal como lo señala Luis Alberto Sánchez:

Su crónica escrita con donosura, es una invitación a la curiosidad y hasta a la alegría, por la amenidad con que relata. Hay en ellas frases tan gráficas como la de “Ya no pretendíamos sino hallar donde comer”, o la de que los indios “chirriaban como gatos y monos” subrayadas por Porras, indicativas de una congénita vocación literaria, superior a la de muchos cronistas de su tiempo. Hay episodios, como el de la llegada a Caxas, de una frescura tal que Jerez no habría desdeñado firmarlo, y hasta el Inca Garcilaso se hubiera tenido por satisfecho dándolo por suyo.
Luis Alberto Sánchez